# The Favor – Hilfe, meine Frau ist verliebt!
The Favor – Hilfe, meine Frau ist verliebt! (The Favor) ist eine US-amerikanische Filmkomödie von Donald Petrie aus dem Jahr 1994.

## Handlung
Kathy Whiting ist Mitte dreißig, seit Jahren mit Peter verheiratet und hat zwei kleine Töchter. Sie denkt jedoch häufig an den damals sehr attraktiven Tom Andrews, mit dem sie in der High School eine Beziehung hatte, die jedoch aus Anstandsgründen platonisch blieb.
Die Frage, wie es mit ihm körperlich gewesen sein könnte, und ob er heute noch so begehrenswert ist wie damals, treibt sie um.
Daher bringt sie ihre gleichaltrige beste Freundin Emily, die stets von einer Affäre in die nächste wechselt – sie hat soeben eine mit dem zehn Jahre jüngeren Elliott Fowler beendet – dazu, sich mit Tom zu verabreden, um für sie diese Erfahrung zu machen, also mit ihm zu schlafen; sie selbst will dies nicht tun, um ihren Mann nicht zu betrügen.
Als Emily daraufhin von Tom allzu begeistert ist, entbrennt Kathys Verlangen nach Tom umso mehr, was die Freundschaft der Frauen sehr belastet.
Emily erfährt, dass sie schwanger ist, entscheidet sich für das Kind, und erklärt Kathy, dass sie Elliot, dem Vater, aber nichts davon sagen will. Kathy ist der Meinung, dass Elliott es erfahren muss, und sucht ihn in seiner Wohnung auf, was ihr Mann Peter beobachtet, er reagiert mit Eifersucht.
Erzürnt über Kathys Vorgehen behauptet Emily ihr gegenüber nun, dass in Wirklichkeit Tom der Vater ihres werdenden Kindes sei. Nun reist Kathy zu Tom, um ihn darüber aufzuklären, aber vor allem, weil sie ihn über alles begehrt.
Alle anderen Beteiligten erfahren auf unterschiedliche Weise von ihrer Reise und folgen ihr, es gibt ein allgemeines Aufeinandertreffen in Toms Haus.
Am Ende wird Kathy klar, dass sie allein Peter liebt (Tom will offensichtlich nur Sex von den Frauen), Elliot und Emily wollen gemeinsam das Baby bekommen und heiraten, nach Aussage von Emily ist nun doch Elliot der Vater.

## Kritiken
James Berardinelli schrieb auf ReelViews, der Film sei die originellste („was nicht „die beste“ bedeutet“) romantische Komödie, die zum Zeitpunkt des Verfassens der Kritik in den Kinos zu sehen war. Die Geschichte sei aus der Sicht von zwei Frauen erzählt, was im maskulin dominierten Hollywood nicht dem Standard entspreche. Die Leistungen der weiblichen Hauptdarstellerinnen seien „solide“. Bill Pullman wirke in der Rolle des „netten, aber langweiligen“ Ehemanns „glaubwürdig“.
Roger Ebert schrieb in der Chicago Sun-Times vom 29. April 1994, der Film sei „klug“ und „faszinierend“. Die Drehbuchautoren hätten ein Gespür für weibliche Freundschaften, die Dialoge seien „lebendig“. Der Film funktioniere jedoch als Komödie nicht.
Das Lexikon des internationalen Films sah eine „kurzweilige Ehekomödie ohne sonderliche Ansprüche, die aber liebevoll-witzig und etwas satirisch (zwischen-)menschliche Schwächen beleuchtet.“

## Hintergrund
Der Film wurde in Portland (Oregon) gedreht. Er spielte in den Kinos der USA ca. 3,1 Millionen US-Dollar ein.